# Mamute-pigmeu
Mamute-pigmeu (Mammuthus exilis) é uma espécie de mamute extinta, que vivia nas Channel Islands, na Califórnia e era descendente do Mamute-columbiano. Um típico caso de nanismo insular, M.exilis media apenas 1.4m a 2.1 m até os ombros e pesava cerca de 900 kg, contrastando com o seu predecessor, que chegava a medir 4m de altura e pesar até 9 toneladas.
Fósseis do animal são encontrados desde 1856, nas ilhas de Santa Rosa, Santa Cruz e São Miguel.

## Extinção
A causa da extinção do mamute-pigmeu é desconhecida, mas pode ter sido causada pela caça excessiva por humanos, incêndios florestais, mudanças climáticas ou uma combinação desses fatores.

### Humanos
A interferência humana geralmente tem um efeito maior nas espécies insulares do que nas espécies continentais, e há evidências de que os nativos americanos caçavam o mamute-pigmeu em Santa Rosa. "Mamutes ainda estavam presentes nas ilhas quando os humanos chegaram", e os restos do mamute foram associados a carvão com a mesma data de radiocarbono. Foram encontrados dois crânios de mamute com o cérebro removido ao lado de uma fogueira; de pelo menos um terço das 100 fogueiras continham ossos de mamute. "Explicações ecológicas mais complexas envolvendo uma combinação de mudanças climáticas e predação humana são as mais viáveis."

### Mudanças climáticas
Uma mudança no nível do mar causada por mudanças climáticas provavelmente desempenhou um papel na extinção: à medida que o nível do mar subia, cerca de 61% da massa terrestre da ilha estava submersa. Cerca de 4.000 anos antes da extinção, a ilha tinha uma área de aproximadamente 1.900 quilômetros quadrados (730 milhas quadradas) (aproximadamente o tamanho da ilha de Maui). O aumento adicional no nível do mar deixou quatro ilhas menores com cerca de oitenta por cento menos área total de terra. O aquecimento pós-glacial reduziu as fontes de água doce e alimentos disponíveis para o mamute-pigmeu, pressionando a população remanescente e tornando-a vulnerável a outros efeitos adversos.